# Cyclocephala flavoscutellaris
Cyclocephala flavoscutellaris är en skalbaggsart som beskrevs av Höhne 1923. Cyclocephala flavoscutellaris ingår i släktet Cyclocephala och familjen Dynastidae. Inga underarter finns listade i Catalogue of Life.